# Bandeira de Ulster

A Bandeira de Ulster é um estandarte histórico que representa o dito território, uma das quatro províncias da Irlanda. Ainda é usada actualmente para representar a província  nalguns eventos desportivos, formando a base do Estandarte do Ulster, a bandeira da Irlanda do Norte, que compõe a maioria do território histórico do Ulster.

## História
As armas da histórica província do Ulster combinam os símbolos heráldicos de duas das mais conhecidas famílias da província, nomeadamente a cruz dos de Burgo e a mão direita de O Neill (Ua Néill, posteriormente Ó Néill) Reis de Ailech e de Tír Eoghan.    
O consagrado emblema "Mão Vermelha" de O'Neill teve provável origem num tema da mitologia Gaélica. Provavelmente simbolizava o deus-sol Celta pré-cristão Nuadu - "o que habita nas nuvens". A bem-conhecida designação posterior, Argatlámh significava "Mão brilhante" e o seu pseudónimo Bolg tinha um filho chamado Lámhdearg-Labraid Mão Vermelha. Nuadu e Bolg eram desígnios de Érainn ou Ivernic, o deus-sol, termo equivalente em Gaélico a Nél.  
A mão direita aberta, a Dexter Dei, foi também implementada como símbolo Cristão. Nos primórdios da iconografia Cristã, Deus o pai, era frequentemente representado por uma mão direita aberta, por vezes num círculo ou nimbus. Um exemplo deste motivo pode ser visto numa das armas da Alta Cruz de Muiredach do século X em Monasterboice, Condado de Louth. Simboliza o apoio de Deus o Pai ao Reino de Cristo na terra. Uma das primeiras utilizações da mão direita aberta pode ser observada no selo de Odonis (Hugh) O Neill, rei do Ulster Irlandês, 1344-1364.
Quando Walter de Burgh, Lord de Connacht, se tornou Earl de Ulster em 1243, a cruz de de Burgo tornou-se indissociável da província de Ulster. O selo do seu filho Richard, por exemplo, ligado a um feito datado de 1282, mostra uma cruz heráldica triplicada juntamente com o que bem pode ser um busto do próprio Earl. 

## Os Uí Néill
O termo Uí Néill significa "netos/descendentes de Niall", o antepassado reconhecido como Niall dos Nove Reféns (Niall Noigíallach), um rei de Connacht activo na primeira metade do século V. Os seus filhos, netos e bisnetos atacaram os reinos de In Tuisceairt, Airgíalla, Ulaid, Cenél Maine, Tethba, Mide e Leinster, nas gerações que se seguiram à sua morte, quer governando directamente, quer através de reis vassalos. A dinastia subsequente dividiu-se em duas partes principais: o Clann Cholmáin Reis de Mide, que mais tarde adoptaram o sobrenome de Ua Maél Séchlainn e dominaram a Irlanda central; e os Uí Néill In Tuisceart (os Uí Néill do Norte), cuja linhagem sénior tomou o sobrenome Ó Néill e reinaram como reis de Tir Eoghan até 1607.     
Alguns brasões utilizados pelos indivíduos com sobrenomes de famílias descendentes de Uí Néill são: Ó Cathain (actual Keane), Ó Maelsechlainn (actual McLoughlin), Mac Loughlin (actual McLaughlin), Ó Catharnaigh de Donegal (actual Kearney) e Ó Neill/O'Neill, em todos se apresenta a mão vermelha de alguma maneira, fazendo lembrar a sua descendência comum.

## Origem da lenda
A história da Mão Vemelha do Ulster reputadamente data da chegada de Heremon, Heber e Ir - filhos do Rei Milesius de Espanha (Galiza), que foram enviados para conquistar a Irlanda em 504 AC. Um deles supostamente cortou a própria mão e lançou-a para a costa, fazendo dele o primeiro que tenha reclamado a terra. Há outra história que diz que a mão pertence a um dos dois gigantes envolvidos na batalha, cuja mão foi cortada nesse acontecimento, deixou as rochas vermelhas. Uma terceira história conta como Uí Néill e um homem chamado Dermott, ambos desejavam ser o rei de de Ulster. O Alto Rei sugeriu uma corrida pela terra. À medida que os dois se aproximavam da meta, via-se que Dermott iria ganhar, por isso Uí Néill cortou a sua mão e atirou-a. Atingiu a meta primeiro que o cavalo de Dermott, fazendo de Uí Néill o rei do Ulster. Em última instância, a história deriva da mitologia Celta (a Mão de Prata de Lir). 
No entanto, a sua forma actual, foi provavelmente baseada na divisão do "derbfhine" (grupo familiar de quatro gerações), que colocou mais ênfase na importãncia dinástica do que na ligação aos "tuatha" (povo da Mitologia Irlandesa) pelo século IV, e por isso mais reflectivo de mudanças significativas na sociedade Irlandesa do que as actuais.